# Deansgate

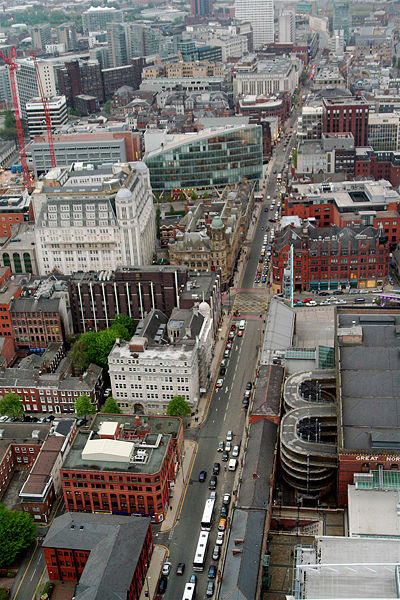
Vista aerea di Deansgate dalla Beetham Tower

Deansgate è la strada principale che attraversa il centro di Manchester, in Inghilterra.

## Descrizione
La strada prende il nome dal fiume scomparso Dene, che si presume scorresse lungo il ponte sospeso che collegava il fiume Irk al fiume Irwell, all'estremità settentrionale della strada ("Gate" deriva dal norreno gata, che significa via).
La strada attraversa la parte occidentale della città. Si estende in direzione nord/sud partendo da Victoria Street, dove si trova la Cattedrale di Manchester, fino alla stazione ferroviaria di Deansgate. Si dirama per oltre un miglio, risultando la strada più lunga del centro cittadino.
Oltre ai negozi e attività commerciali, presso Deansgate si trovano edifici come il Great North Warehouse, la John Rylands Library, la Beetham Tower, la Cattedrale di Manchester e il Fraser Department Store.

## Storia
Deansgate è una delle strade più antiche della città. In epoca romana passava vicino al forte di Mamucium e conduceva al fiume Medlock, dove attraverso un guado la strada proseguiva per Deva. Lungo la strada si trovavano diversi edifici civili e un mansio. Quando la zona passò sotto il controllo dei sassoni, una parte di Deansgate venne chiamata Aldport Lane, il cui nome Aldport era l'equivalente sassone di Castlefield. L'area rimase rurale fino al 1730, quando venne costruita una banchina sul fiume che portò allo sviluppo urbano dell'insediamento.
Verso la fine del XIX secolo, Deansgate era una strada su cui sorgevano diversi edifici: sulla sua estremità settentrionale vi erano negozi e importanti uffici, mentre più a sud c'erano i bassifondi e un'area frequentata dalla classe operaia intorno alla chiesa di San Giovanni (St John Street rimaneva la zona dell'alta borghesia). Il lato orientale, che si estende da Peter Street verso sud, era costituito dai viadotti della Great Northern e della Manchester South Junction Railways, mentre il canale di Rochdale attraversava Deansgate per collegarsi con gli altri corsi d'acqua dall'altro lato. Alla fine del XX secolo Deansgate ospitava la sede centrale del quotidiano Manchester Evening News. Successivamente l'edificio venne inglobato nella zona di Spinningfields per via dell'ingente sviluppo urbano.